# Мюльхайм-ан-дер-Донау
Мю́льхайм-ан-дер-До́нау (нем. Mühlheim an der Donau) — город в Германии, в земле Баден-Вюртемберг. 
Подчинён административному округу Фрайбург. Входит в состав района Тутлинген.  Население составляет 3480 человек (на 31 декабря 2010 года). Занимает площадь 21,73 км². Официальный код  —  08 3 27 036.

## Фотографии

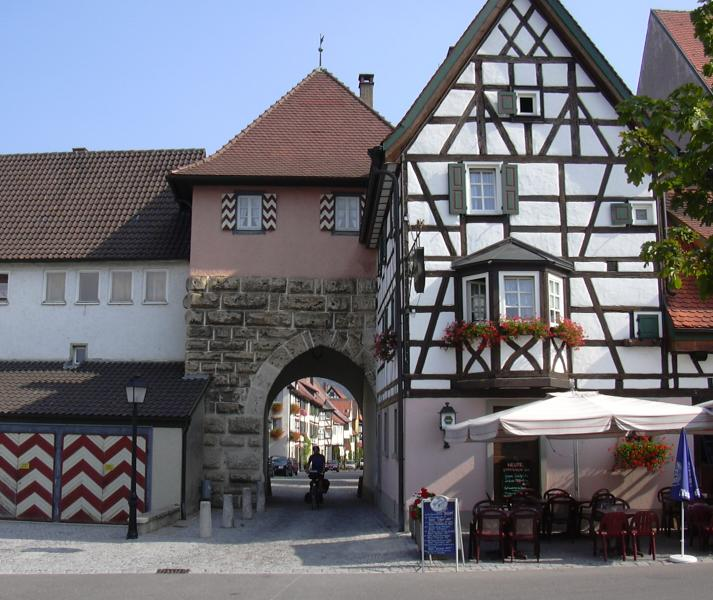
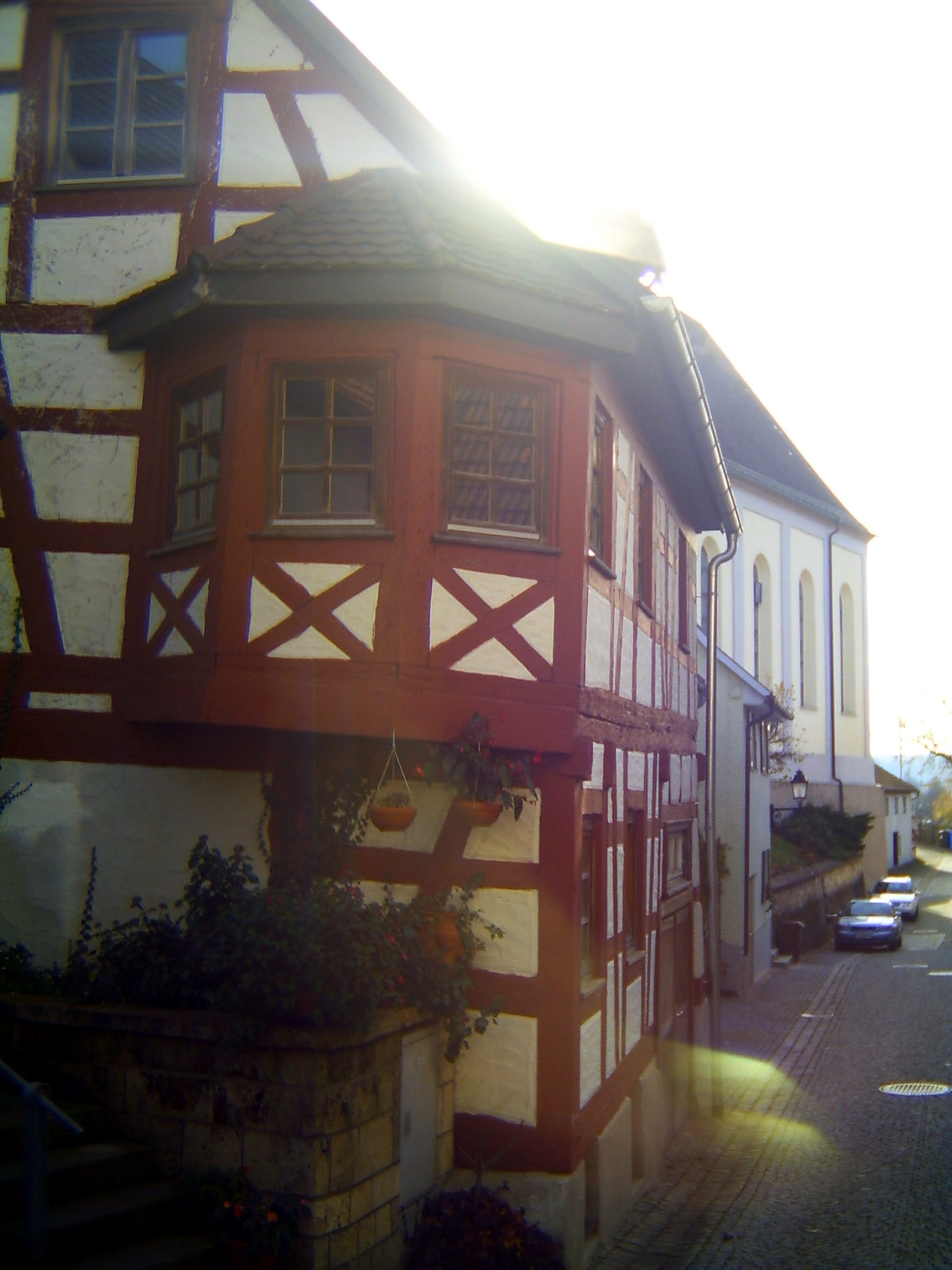
Церковь
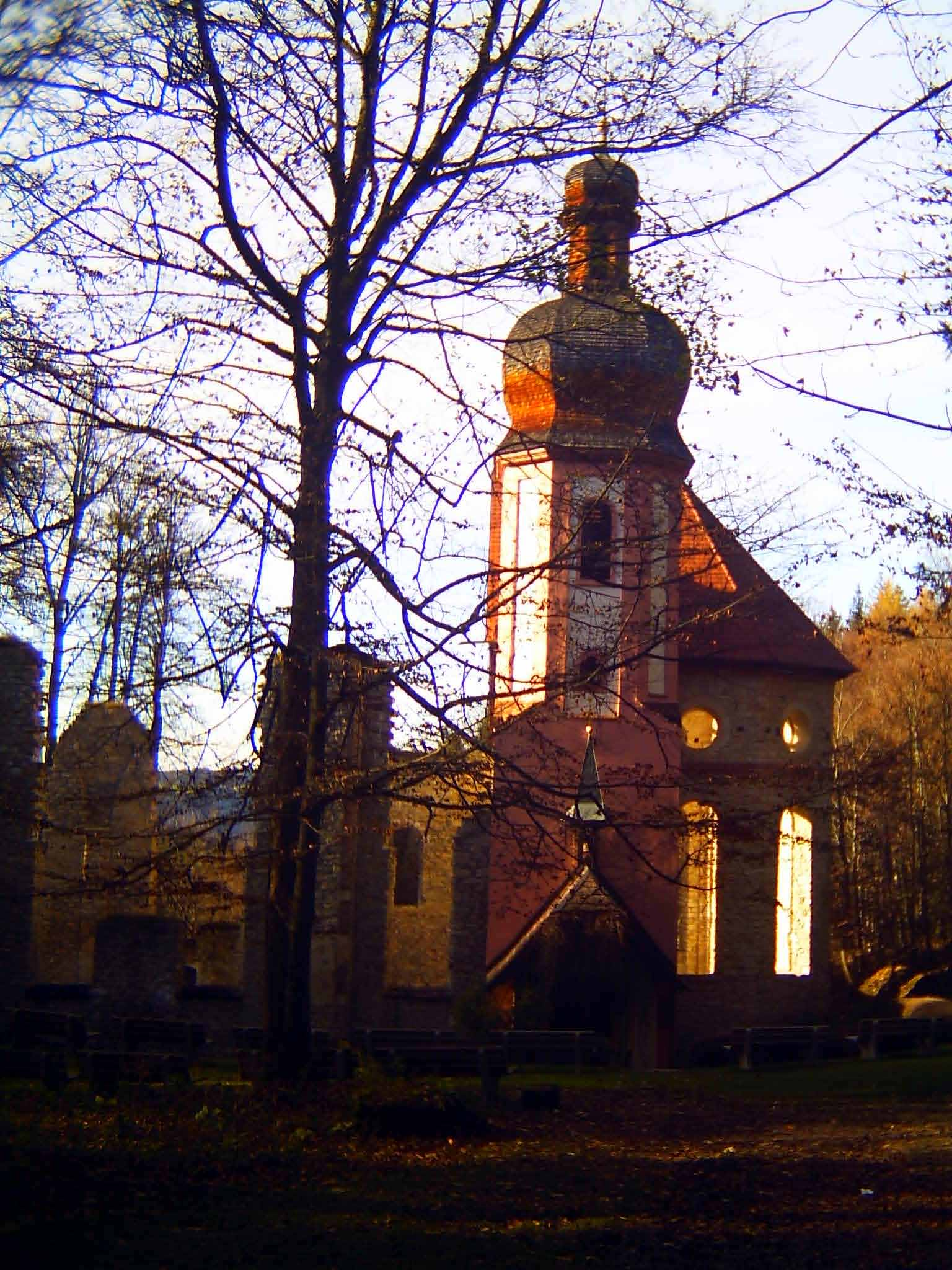
Церковь
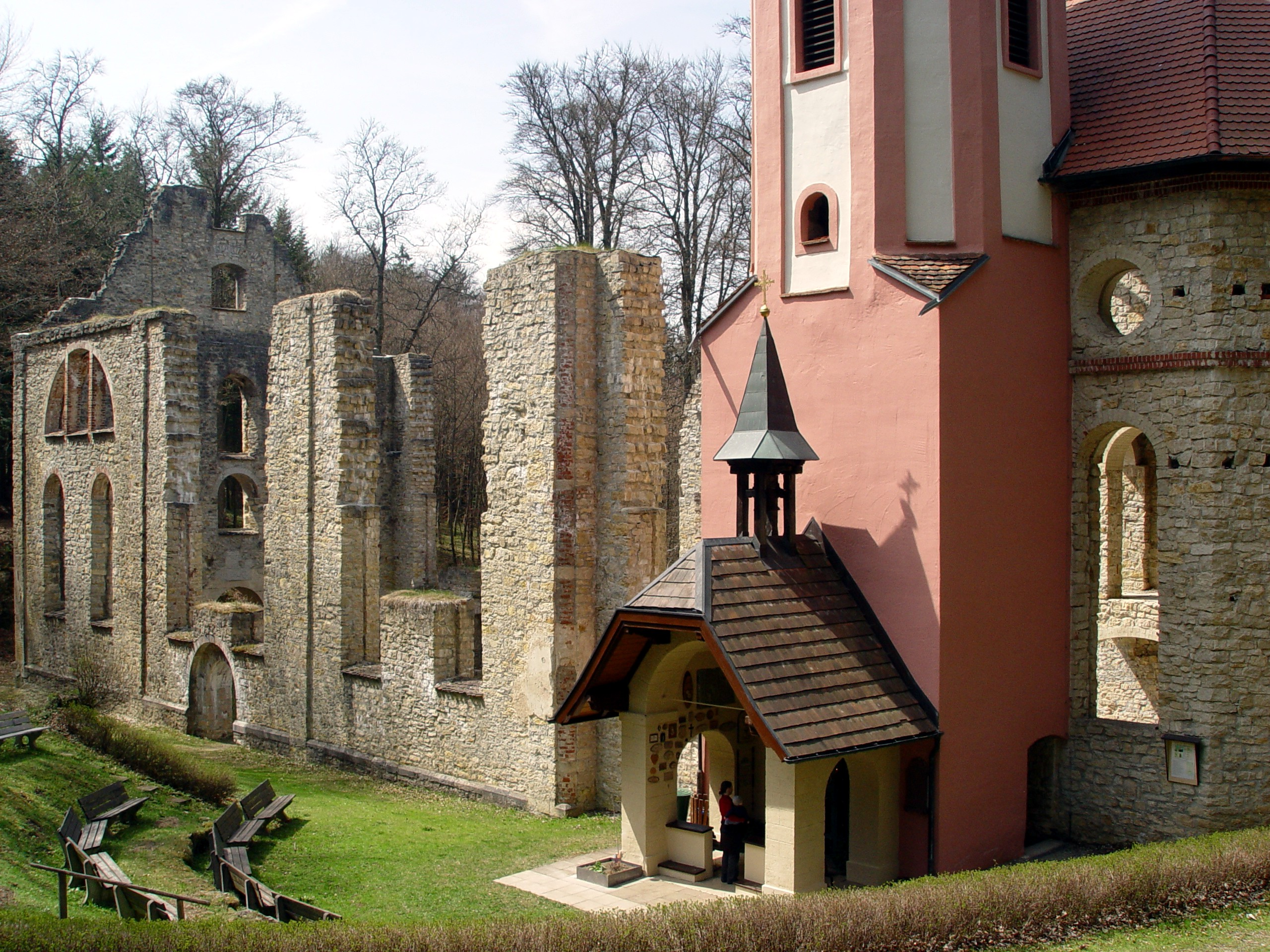
Церковь